# بیانکو
بیانکو (به ایتالیایی: Bianco) یک کومونه در ایتالیا است که در استان رجیو کالابریا واقع شده‌است.

## خصوصیات
بیانکو ۳۱ کیلومترمربع مساحت و ۴٬۳۱۰ نفر جمعیت دارد.